# François-Joseph Fétis
François-Joseph Fétis (25. března 1784, Mons, Henegavsko – 26. března 1871, Brusel) byl belgický hudební skladatel, kritik, muzikolog, historik a pedagog.

## Život
Narodil se v rodině hudebníků a stavitelů klavírů. Od tří let hrál pod vedením svého otce na klavír, housle a na varhany. Od sedmi let komponoval, v devíti letech se stal varhaníkem v kostele sv. Valtrudy v Monsu a v témže roce provedl veřejně svůj vlastní houslový koncert.
V roce 1800 odejel do Paříže aby studoval na pařížské konzervatoři. Učitelem harmonie byl Jean-Baptiste Rey a klavír studoval u François-Adriena Boieldieua a Louis-Barthélémyho Pradhera. V roce 1807 se s kantátou Ariana na Naxu umístil jako druhý v soutěži o Prix de Rome.
V roce 1806 podrobil revizi římskokatolické liturgické zpěvy v naději, že objeví jejich originální podobu. V tomto roce také začal pracovat na svém životním díle Biographie universelle des musiciens et bibliographie générale de la musique, universální encyklopedii hudebníků a hudby.
V roce 1821 byl jmenován profesorem Pařížské konzervatoře. V roce 1827 založil časopis Revue musicale, první francouzský časopis věnovaný výlučně hudbě. V Paříži setrval až do roku 1833, kdy se na žádost belgického krále Leopolda I. vrátil do Belgie, aby se stal ředitelem nově založené Královské konzervatoře Brusel a kapelníkem královského orchestru.
V Bruselu se stal zakladatelem a až do své smrti dirigentem proslulých koncertů konzervatoře. Kromě toho zavedl volný cyklus přednášek o hudební historii a filosofii. Komponoval velké množství skladeb nejrůznějších žánrů. Od velkých oper a oratorií až po jednoduché písně. Liboval si také v drobných podvrzích. Mezi ně patří např. Loutnový koncert Valentina Strobela nebo árie „Se i miei so sospiri“ dlouho připisovaná Alessandru Stradellovi.
Fétis zemřel v Bruselu. Jeho rozsáhlou a cennou knihovnu odkoupila belgická vláda a věnovala ji bruselské konzervatoři.

## Dílo
Byl sice velmi plodným, a ve své době oblíbeným skladatelem, nicméně z jeho díla jsou z dnešního hlediska nejdůležitější jeho hudebně teoretické, metodické a historické spisy. Zejména jeho obsáhlé dílo Biographie universelle des musiciens et bibliographie générale de la musique je pramenem, ke kterému se hudební historikové dodnes vracejí. Poprvé vyšlo postupně v osmi svazcích v letech 1837–1844 v Bruselu. Druhé, revidované a doplněné vydání v letech 1860–1865 v Paříži.

### Literární díla
- Antoine Stradivari, luthier célèbre (Paříž, 1856)
- Biographie universelle des musiciens et bibliographie générale de la musique (Brusel, 1835–1844)
- Biographies de Joseph et Michael Haydn (Paříž, nedatováno)
- Curiosité historiques de la musique, complement nécessaire de La musique mise à la portée de tout le monde (Paříž, 1830)
- Esquisse de l'histoire de l'harmonie considérée comme art et comme science systématique (Paříž, 1840)
- Histoire générale de la musique (Paříž, 1869–76)
- Traité au contrepoint et de la fugue (Paříž, 1827)
- Traité du chant en choeur (Paříž, 1837)
- Méthode des méthodes de piano (Paříž, 1840),
- Traité complet de la théorie et de la pratique de l'harmonie" (Paříž and Brussels, 1844)

### Instrumentální skladby
- 3 smyčcové kvartety (před rokem 1840)
- Sextet pro smyčcový kvartet a klavír na čtyři ruce
- 3 smyčcové kvintety (1860–1862)
- Grand Duo pro housle a klavír
- Koncertní předehra (1854)
- 1. symfonie Es-Dur (1862)
- 2. symfonie g-moll (1883)
- Symfonická fantasie pro varhany a orchestr (1865)
- Koncert h-moll pro flétnu a orchestr (1869)

### Chrámová hudba
- Mše pro pět hlasů (1810)
- Requiem na smrt královny Louise-Marie (1850)
- Te Deum laudamus k narozeninám krále Leopolda I. (1856)
- Domine salvum fac regem nostrum ke korunovaci krále Leopolda II. (1865)

### Jevištní díla
- L’Amant et le mari (komická opera, 8. června 1820 Paříž, Théâtre Feydeau)
- Les Sœurs jumelles (komická opera, 5. července 1823 Paříž, Théâtre Feydeau)
- Marie Stuart en Ecosse (Lyrické drama 30. srpna 1823 Paříž, Théâtre Feydeau)
- Phidias (dvouaktová opera, 1824 Paříž)
- Le Bourgeois de Reims (komická opera, 7. června 1825 Paříž, Théâtre Feydeau)
- La vieille (komická opera, 14. března 1826 Opéra-Comique Paříž)
- Le Mannequin de Bergame (komická opera, 1. března 1832 Paříž, Théâtre Ventadour)